# Vexillum emiliae
Vexillum emiliae is een slakkensoort uit de familie van de Costellariidae. De wetenschappelijke naam van de soort werd in 1874 als Turricula emiliae gepubliceerd door Schmeltz.